# آنتونیو جولیتی
آنتونیو جولیتی (انگلیسی: Antonio Giolitti; ۱۲ فوریهٔ ۱۹۱۵ – ۸ فوریهٔ ۲۰۱۰) سیاستمدار ایتالیایی و عضو کابینه این کشور بود. او نوه جووانی جولیتی، یکی از دولتمردان لیبرال برجسته در دوران پیش از فاشیسم بود و پنج بار در منصب نخست‌وزیری ایتالیا خدمت کرد.

## زندگی‌نامه
جولیتی در رم متولد شد. در سال ۱۹۴۰ به حزب کمونیست ایتالیا پیوست. به دلیل پیوستن به این حزب دستگیر و محاکمه شد ولی پس از محاکمه تبرٍئه شد.
در بهار سال ۱۹۴۳، جولیتی فعالیت‌های مخفی اش را در حزب کمونیست از سر گرفت. با بسیاری شخصیتهای سیاسی و نظامی این کشور رابطه بر قرار کرد وٰ برای سرنگونی رژیم فاشیستی حاکم بر ایتالیا برنامه‌ریزی کرد. در جنگ جهانی دوم، او بشدت زخمی شد به فرانسه فرستاده شد تا درمان شود ولی نتوانست تا پایان جنگ به ایتالیا بازگردد.

## جولیتی بعد از جنگ جهانی دوم
پس از جنگ، جولیتی در فعالیت‌های سیاسی بیشتری شرکت داشت. او وزیر ارشد وزارت خارجه در دولت فروچیو پاری و نماینده حزب کمونیست در مجلس ایتالیا بود، در سال‌های ۱۹۴۸ و ۱۹۵۳ به‌عنوان نماینده حزب کمونیست ایتالیا برای اتاق نمایندگان این کشور انتخاب شد. در سال ۱۹۵۷ پس از قیام مجارستان و مانیفست ۱۰۱(اطلاعیه ۱۱۰ تن از کمونیست‌های ایتالیا علیه تهاجم شوروی به مجارستان) او حزب کمونیست را ترک کرد، سپس به حزب سوسیالیست ایتالیا پیوست.

## مناصب
او در چندین دولت نخست‌وزیر بود. از سال‌های ۱۹۶۳ تا ۱۹۶۴ وزیر دارایی و از سال ۱۹۶۹ تا ۷۲ و ۷۳ تا ۷۴ در مناصب رهبری کننده دولتهای آلدو مورو، ماریانو رومور و امیلیو کلمبو بود. در چنین موقعیتی او اقتصاد ایتالیا را طراحی می‌کرد و از سال ۱۹۷۷ تا ۱۹۸۵ عضو کمیسیون اجرایی اتحادیه اقتصادی اروپا در بروکسل و مسئول سیاست منطقه بود.
در سال ۱۹۸۷، جولیتی حزب سوسیالیست ایتالیا را بخاطر اختلاف با بتینو کراشی رهبر این حزب ترک کرد. سپس به عنوان نامزد مستقل به حزب کمونیست ایتالیا (PCI) بازگشت و به عضویت سنای ایتالیا انتخاب شد. در پایان دوره پارلمانی، او از جهان سیاست خداحافظی کرد.
آنتونیو جولیتی در سال ۱۹۹۲ تزسیاسی خود را در کتاب خاطراتش آن‌ها را منتشر کرد. او همچنین در فعالیت‌های فرهنگی ایتالیا شرکت داشت. در دوران جوانی مشاور انتشارات جولیو آنودی بود و با تعدادی از مجله‌های فرهنگی از جمله نامه اینترناسیونال همکاری داشت.
در سال ۲۰۰۶ نشان شایستگی جمهوری ایتالیا را دریافت کرد. این نشان معمولاً توسط رئیس‌جمهور ایتالیا اعطا می‌شود . آنتونیو جولیتی در هشتم فوریه سال ۲۰۱۰ در رم درگذشت.